# Honda BR-V
Honda BR-V (ang. - Bold Runabout Vehicle) – samochód osobowy typu crossover produkowany przez japoński koncern motoryzacyjny Honda Motor Company od 2016 roku. Od 2021 roku produkowana jest druga generacja modelu.

## Pierwsza generacja

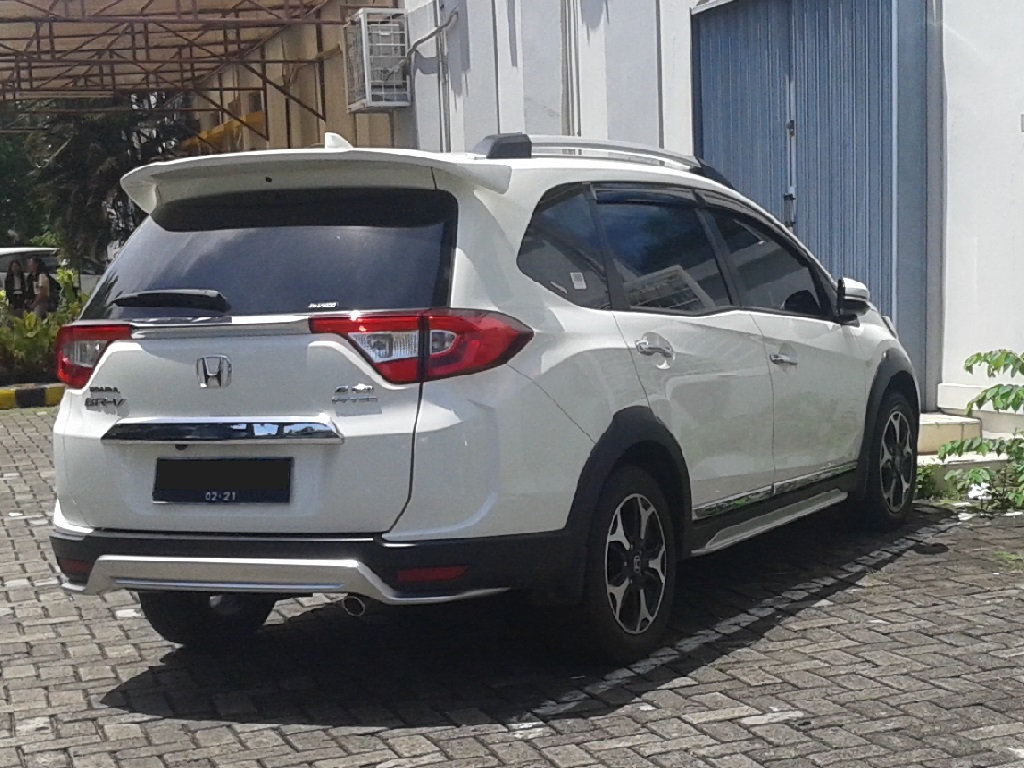
Honda BR-V I przed liftingiem - tył

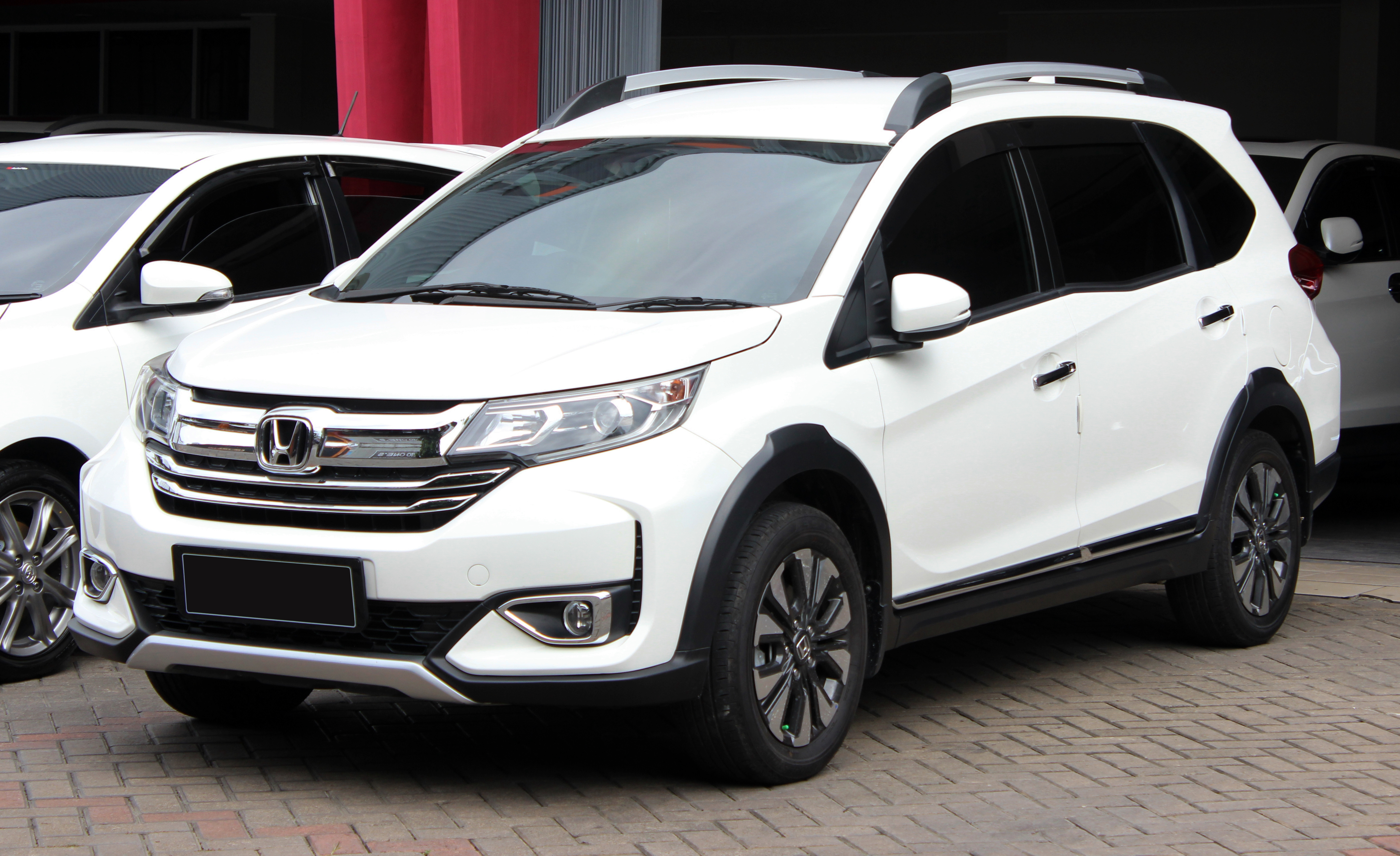
Honda BR-V I po liftingu

Samochód został po raz pierwszy zaprezentowany 20 sierpnia 2015 roku podczas targów motoryzacyjnych Gaikindo Indonesian International Auto Show. Pojazd zbudowany został na bazie płyty podłogowej drugiej generacji Hondy Mobilio. Auto opracowane zostało z przeznaczeniem na azjatycki rynek motoryzacyjny. Charakterystycznym elementem pojazdu jest chromowana atrapa chłodnicy, która rozciągnięta została pomiędzy przednimi reflektorami w które wkomponowane zostały światła do jazdy dziennej wykonane w technologii LED. W kwietniu 2019 roku zadebiutował samochód po liftingu. 

### Wersje wyposażeniowe
- S
- E
- Prestige

Samochód wyposażony może być m.in. w klimatyzację, ekran dotykowy z Apple CarPlay oraz Android Auto, Bluetooth i złączem HDMI, a także skórzaną tapicerkę.

## Druga generacja

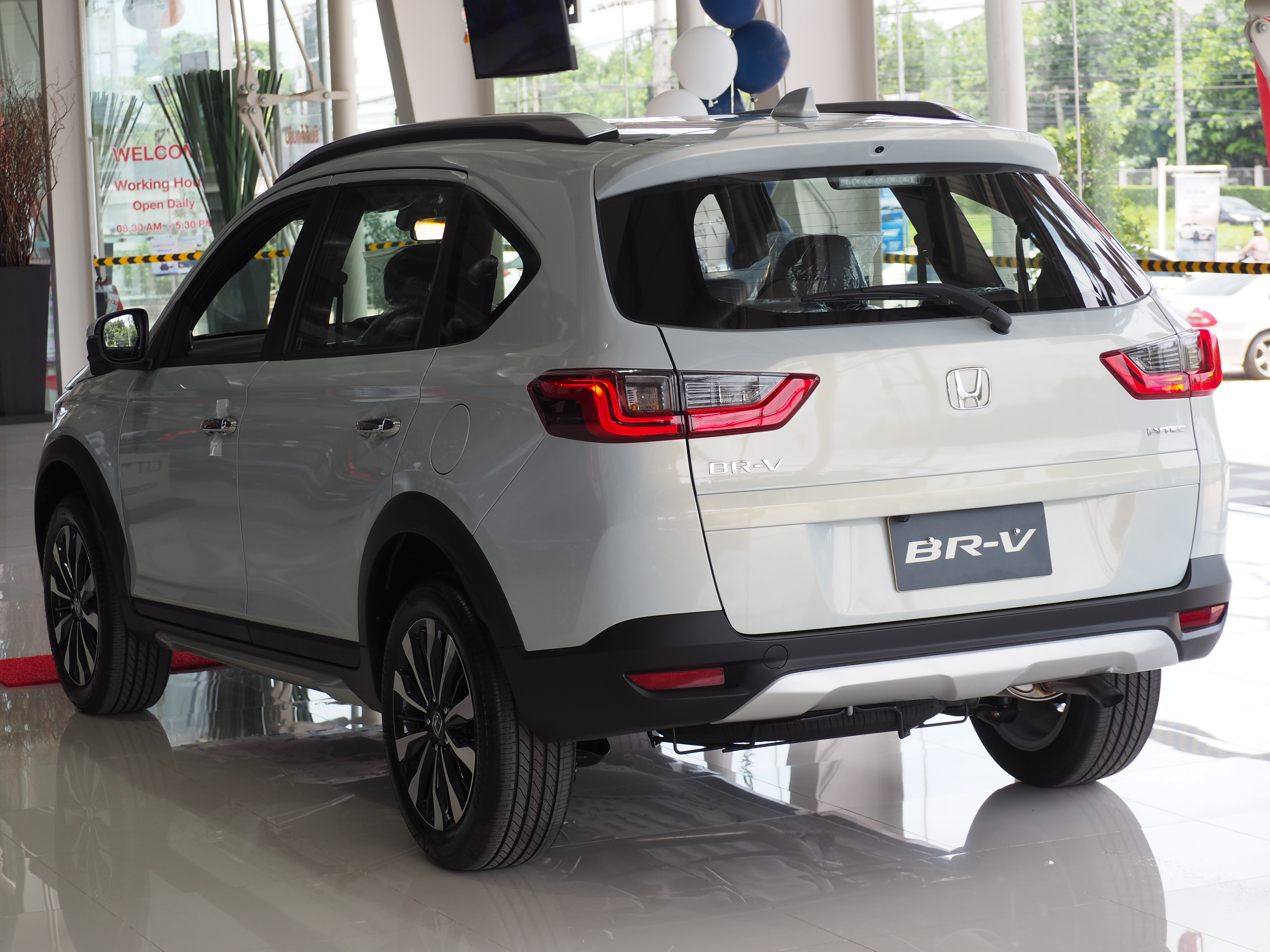
Honda BR-V II - tył

BR-V drugiej generacji został zaprezentowany 21 września 2021. Podobnie jak poprzednik jest oferowany na rynki globalne.